# Salvethymus svetovidovi
El salmón de aletas largas (Salvethymus svetovidovi) es una especie de pez, la única del género Salvethymus, de la familia de los salmónidos.

## Distribución y hábitat
Es un pez de agua dulce de clima templado a frío, de comportamiento demersal suele habitar las aguas más profundas del lago. Es una especie endémica del lago Elgygytgyn, en la península de Chukchi al noreste de Siberia (Rusia).

## Pesca
Apenas comercializado por su escasez, alcanza un precio altísimo en el mercado.
Es inofensivo para los humanos.